# Cantone di Montmorency
Il Cantone di Montmorency è una divisione amministrativa degli arrondissement di Pontoise e di Sarcelles.
A seguito della riforma complessiva dei cantoni del 2014 è passato da 2 a 6 comuni.

## Composizione
Prima della riforma del 2014 comprendeva i comuni di:
- Groslay
- Montmorency (capoluogo)

Dal 2015 comprende i comuni di:
- Andilly
- Enghien-les-Bains
- Margency
- Montlignon
- Montmorency
- Soisy-sous-Montmorency